# 三上剛太郎
三上 剛太郎（みかみ ごうたろう、明治2年11月15日（1869年12月17日） - 昭和39年（1964年10月27日））は、日本の医師・軍医・新聞記者。日露戦争に従軍した時のエピソード（後述）で後世に名を残した。

## 生涯

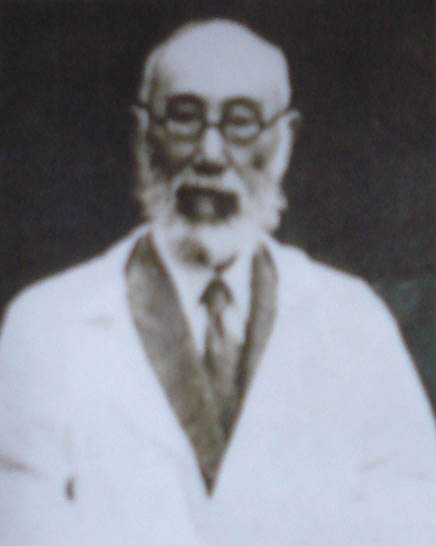
生前の三上の写真

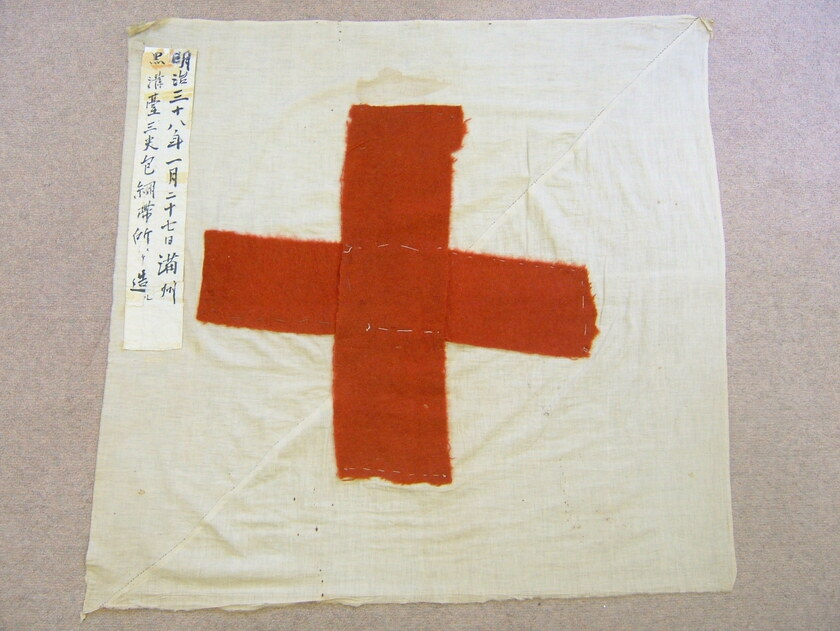
三上の手製の赤十字旗（1905年）

1869年（明治2年）11月15日、陸奥国三戸県佐井村（現在の青森県下北郡佐井村）の代々医家である三上家の長男（8代目）として生まれた。1875年（明治8年）に佐井小学校（現在の佐井村立佐井小学校）に入学。1884年（明治17年）に上京して、三田英学校（現在の錦城学園高等学校）で学ぶ。そこで漢文学者の森田思軒の影響を受け、文学へ傾倒した。1888年（明治21年）に英学校を卒業後、読売新聞社社会部記者となり、新聞記者の世界へ足を踏み入れた。
1893年（明治26年）に父が他界したため、再び医学の世界に戻った。1894年（明治27年）1月に済生学舎（現在の日本医科大学の前身校の一つ）に入学し、翌1895年（明治28年）に医師開業免許を取得した。その後は佐井村に帰村して三上医院を開業し、1902年（明治35年）には村医となった。
1905年（明治38年）1月、陸軍三等軍医（第8師団衛生隊付）として、日露戦争に従軍した。満州（現在の中国東北部）へ出征し、黒溝台会戦（1905年1月25日 - 1月29日）の野戦病院を設営して医療活動に当たった。1月27日夜、第8師団はロシアのコサック兵に包囲され、全滅の危機に瀕するという危機的な状況に陥った。午前3時まさにコサック兵の攻撃が開始されようとしたその時、負傷兵の手当てをしていた三上はとっさにジュネーヴ条約（戦時下における負傷兵の保護などを定めた）を思い出し、三角巾2枚と赤い毛布を切り裂いて縫い合わせて手製の赤十字旗を作成して、野戦病院の仮包帯所に掲げたのである。赤十字旗を見たコサック兵は発砲攻撃を止め、立ち去ったと伝わる。この結果としてロシア兵1名を含む74名の兵士の命を救うこととなった。この勲功により、帰国後の1906年（明治39年）には勲六等単光旭日章を下賜された。しかし、三上本人は晩年まで「戦争という物は悲惨な物だ」と述懐していた。
1913年（大正2年）に退役し、翌年に帰郷して再び開業医としての活動に従事した。1957年（昭和32年）紺綬褒章、1960年（昭和35年）青森県褒章（衛生功労者）、1962年（昭和37年）佐井村名誉村民となった（この時に自宅に保管されていた、赤十字旗を日本赤十字社青森支部に寄贈した）。帰郷後は「仁」と「愛」の精神のもとに地域医療に努め、人力車や小型ボートで巡回診療も行った。80歳を過ぎてから『レ・ミゼラブル』をフランス語で読むという少年時代の夢を叶えるために、独学でフランス語を習得した。
1963年（昭和38年）スイスのジュネーヴで赤十字社100周年記念博覧会が開催された。そこで三上の手製の赤十字旗が展示され、これによって三上の名が世界的に広まった。この赤十字旗は、後にイタリアでの赤十字博覧会でも展示された。2015年現在も日赤青森支部に保管されており、支部の正面玄関前ホールに展示されている。
1964年（昭和39年）10月27日午後1時30分、老衰のため佐井村の自宅兼医院で死去した。96歳の大往生だった。死の二日前には看病に訪れた長男・慎蔵、次男・士郎（両名とも医学博士を持つ医師であり、次男はむつ市で開業していた）に向かって「人生百歳に満たず常に千載の憂をいだく」との言葉を遺した。没後40年余りが経った2005年（平成17年）には生家が佐井村有形文化財指定を受け、一般開放された。
2010年（平成22年）にはCS放送・旅チャンネルで佐井村のプロモーション番組として、「市原悦子・佐井村を行く　～仁愛の医師　三上剛太郎を訪ねて～」が放送され、市原悦子が三上の足跡を紹介した。